# مات دان
مات دان (بالإنجليزية: Matt Dunn)‏ (13 يناير 1994 في الولايات المتحدة - ) هو لاعب كرة قدم أمريكي في مركز الوسط. شارك مع منتخب الولايات المتحدة تحت 17 سنة لكرة القدم ومنتخب الولايات المتحدة تحت 18 سنة لكرة القدم. أما مع النوادي، فقد لعب مع نادي أو إف كيه بيوغراد ونادي شيفاز يو إس أي ونادي نيويورك سيتي وWilmington Hammerheads FC ‏.

## وصلات خارجية
- مات دان على موقع الدوري الأمريكي (الإنجليزية)
- مات دان على موقع قاعدة بيانات كرة القدم.إي يو (الإنجليزية)
- مات دان على موقع Soccerway.com (الإنجليزية)